# 4 Heures du Castellet 2014
Navigation
Édition précédente Édition suivante
Les 4 Heures du Castellet 2014, disputées le 14 septembre 2014 sur le circuit Paul-Ricard, sont la vingt-et-unième édition de cette course, la cinquième sur un format de quatre heures, et la quatrième manche de l'European Le Mans Series 2014.

## Qualifications

### Classement de la course
Voici le classement provisoire au terme de la course.
- Les vainqueurs de chaque catégorie sont signalés par un fond jauni.
- Pour la colonne Pneus, il faut passer le curseur au-dessus du modèle pour connaître le manufacturier de pneumatiques.

| Pos  | Classe | no | Écurie                     | Pilotes                                                 | Châssis                       | Pneus | Tours | Temps               |
| Pos  | Classe | no | Écurie                     | Pilotes                                                 | Moteur                        | Pneus | Tours | Temps               |
| ---- | ------ | -- | -------------------------- | ------------------------------------------------------- | ----------------------------- | ----- | ----- | ------------------- |
| 1    | LMP2   | 43 | Newblood par Morand Racing | Gary Hirsch Christian Klien Pierre Ragues               | Morgan LMP2                   | D     | 125   | 4 h 00 min 33 s 427 |
| 1    | LMP2   | 43 | Newblood par Morand Racing | Gary Hirsch Christian Klien Pierre Ragues               | Judd HK 3.6 L V8 Atmo         | D     | 125   | 4 h 00 min 33 s 427 |
| 2    | LMP2   | 36 | Signatech Alpine           | Paul-Loup Chatin Nelson Panciatici Oliver Webb          | Alpine A450B                  | D     | 125   | + 5 s 518           |
| 2    | LMP2   | 36 | Signatech Alpine           | Paul-Loup Chatin Nelson Panciatici Oliver Webb          | Nissan VK45DE 4.5 L V8 Atmo   | D     | 125   | + 5 s 518           |
| 3    | LMP2   | 48 | Murphy Prototypes          | Pipo Derani Rodolfo González Nathanaël Berthon          | Oreca 03R                     | D     | 125   | + 18 s 856          |
| 3    | LMP2   | 48 | Murphy Prototypes          | Pipo Derani Rodolfo González Nathanaël Berthon          | Nissan VK45DE 4.5 L V8 Atmo   | D     | 125   | + 18 s 856          |
| 4    | LMP2   | 38 | Jota Sport                 | Simon Dolan Harry Tincknell Filipe Albuquerque          | Zytek Z11SN                   | D     | 125   | + 1 min 20 s 558    |
| 4    | LMP2   | 38 | Jota Sport                 | Simon Dolan Harry Tincknell Filipe Albuquerque          | Nissan VK45DE 4.5 L V8 Atmo   | D     | 125   | + 1 min 20 s 558    |
| 5    | LMP2   | 28 | Greaves Motorsport         | Luciano Bacheta (en) Mark Shulzhitskiy (en)             | Zytek Z11SN                   | D     | 125   | + 1 min 57 s 916    |
| 5    | LMP2   | 28 | Greaves Motorsport         | Luciano Bacheta (en) Mark Shulzhitskiy (en)             | Nissan VK45DE 4.5 L V8 Atmo   | D     | 125   | + 1 min 57 s 916    |
| 6    | LMP2   | 24 | Sébastien Loeb Racing      | Vincent Capillaire Andrea Roda Arthur Pic               | Oreca 03R                     | M     | 123   | + 2 tours           |
| 6    | LMP2   | 24 | Sébastien Loeb Racing      | Vincent Capillaire Andrea Roda Arthur Pic               | Nissan VK45DE 4.5 L V8 Atmo   | M     | 123   | + 2 tours           |
| 7    | LMP2   | 34 | Race Performance           | Michel Frey Franck Mailleux                             | Oreca 03                      | D     | 122   | + 3 tours           |
| 7    | LMP2   | 34 | Race Performance           | Michel Frey Franck Mailleux                             | Judd HK 3.6 L V8 Atmo         | D     | 122   | + 3 tours           |
| 8    | LMGTE  | 55 | AF Corse                   | Duncan Cameron Matt Griffin Michele Rugolo              | Ferrari 458 Italia GT2        | M     | 119   | + 6 tours           |
| 8    | LMGTE  | 55 | AF Corse                   | Duncan Cameron Matt Griffin Michele Rugolo              | Ferrari F142 GT 4.5 L V8 Atmo | M     | 119   | + 6 tours           |
| 9    | LMGTE  | 56 | AT Racing                  | Alexander Talkanitsa, Sr. Pierre Kaffer Mirko Venturi   | Ferrari 458 Italia GT2        | M     | 119   | + 6 tours           |
| 9    | LMGTE  | 56 | AT Racing                  | Alexander Talkanitsa, Sr. Pierre Kaffer Mirko Venturi   | Ferrari F142 GT 4.5 L V8 Atmo | M     | 119   | + 6 tours           |
| 10   | LMGTE  | 66 | JMW Motorsport             | Daniel McKenzie (en) George Richardson James Walker     | Ferrari 458 Italia GT2        | D     | 119   | + 6 tours           |
| 10   | LMGTE  | 66 | JMW Motorsport             | Daniel McKenzie (en) George Richardson James Walker     | Ferrari F142 GT 4.5 L V8 Atmo | D     | 119   | + 6 tours           |
| 11   | LMGTE  | 54 | AF Corse                   | Piergiuseppe Perazzini Marco Cioci Michael Lyons        | Ferrari 458 Italia GT2        | M     | 119   | + 6 tours           |
| 11   | LMGTE  | 54 | AF Corse                   | Piergiuseppe Perazzini Marco Cioci Michael Lyons        | Ferrari F142 GT 4.5 L V8 Atmo | M     | 119   | + 6 tours           |
| 12   | LMGTE  | 80 | Kessel Racing              | Michał Broniszewski Giacomo Piccini                     | Ferrari 458 Italia GT2        | M     | 119   | + 6 tours           |
| 12   | LMGTE  | 80 | Kessel Racing              | Michał Broniszewski Giacomo Piccini                     | Ferrari 4.5 L V8 Atmo         | M     | 119   | + 6 tours           |
| 13   | LMGTE  | 86 | Gulf Racing UK             | Michael Wainwright Adam Carroll Ben Barker              | Porsche 911 GT3 RSR           | M     | 118   | + 7 tours           |
| 13   | LMGTE  | 86 | Gulf Racing UK             | Michael Wainwright Adam Carroll Ben Barker              | Porsche 4.0 L Flat-6 Atmo     | M     | 118   | + 7 tours           |
| 14   | LMGTE  | 72 | SMP Racing                 | Andrea Bertolini Viktor Shaytar Sergey Zlobin           | Ferrari 458 Italia GT2        | M     | 118   | + 7 tours           |
| 14   | LMGTE  | 72 | SMP Racing                 | Andrea Bertolini Viktor Shaytar Sergey Zlobin           | Ferrari F142 GT 4.5 L V8 Atmo | M     | 118   | + 7 tours           |
| 15   | LMGTE  | 76 | IMSA Performance Matmut    | Raymond Narac Nicolas Armindo Christina Nielsen         | Porsche 911 GT3 RSR           | M     | 118   | + 7 tours           |
| 15   | LMGTE  | 76 | IMSA Performance Matmut    | Raymond Narac Nicolas Armindo Christina Nielsen         | Porsche 4.0 L Flat-6 Atmo     | M     | 118   | + 7 tours           |
| 16   | LMGTE  | 81 | Kessel Racing              | Thomas Kemenater (it) Matteo Cressoni                   | Ferrari 458 Italia GT2        | M     | 117   | + 8 tours           |
| 16   | LMGTE  | 81 | Kessel Racing              | Thomas Kemenater (it) Matteo Cressoni                   | Ferrari F142 GT 4.5 L V8 Atmo | M     | 117   | + 8 tours           |
| 17   | GTC    | 73 | SMP Racing                 | Olivier Beretta Anton Ladygin (de) David Markozov       | Ferrari 458 Italia GT3        | M     | 117   | + 8 tours           |
| 17   | GTC    | 73 | SMP Racing                 | Olivier Beretta Anton Ladygin (de) David Markozov       | Ferrari F136 4.5 L V8 Atmo    | M     | 117   | + 8 tours           |
| 18   | GTC    | 60 | Formula Racing             | Johnny Laursen Mikkel Mac Jan Magnussen                 | Ferrari 458 Italia GT3        | M     | 117   | + 8 tours           |
| 18   | GTC    | 60 | Formula Racing             | Johnny Laursen Mikkel Mac Jan Magnussen                 | Ferrari F136 4.5 L V8 Atmo    | M     | 117   | + 8 tours           |
| 19   | GTC    | 98 | ART Grand Prix             | Kevin Korjus Grégoire Demoustier Yann Goudy (en)        | McLaren MP4-12C GT3           | M     | 116   | + 9 tours           |
| 19   | GTC    | 98 | ART Grand Prix             | Kevin Korjus Grégoire Demoustier Yann Goudy (en)        | McLaren 3.8 L V8 Turbo        | M     | 116   | + 9 tours           |
| 20   | GTC    | 71 | SMP Racing                 | Kirill Ladygin Luca Persiani (en) Aleksey Basov (en)    | Ferrari 458 Italia GT3        | M     | 116   | + 9 tours           |
| 20   | GTC    | 71 | SMP Racing                 | Kirill Ladygin Luca Persiani (en) Aleksey Basov (en)    | Ferrari F136 4.5 L V8 Atmo    | M     | 116   | + 9 tours           |
| 21   | GTC    | 95 | AF Corse                   | Adrien De Leener Cédric Sbirrazzuoli                    | Ferrari 458 Italia GT3        | M     | 116   | + 9 tours           |
| 21   | GTC    | 95 | AF Corse                   | Adrien De Leener Cédric Sbirrazzuoli                    | Ferrari F136 4.5 L V8 Atmo    | M     | 116   | + 9 tours           |
| 22   | GTC    | 94 | AF Corse                   | Thomas Flohr Francesco Castellacci Andrea Rizzoli       | Ferrari 458 Italia GT3        | M     | 116   | + 9 tours           |
| 22   | GTC    | 94 | AF Corse                   | Thomas Flohr Francesco Castellacci Andrea Rizzoli       | Ferrari F136 4.5 L V8 Atmo    | M     | 116   | + 9 tours           |
| 23   | GTC    | 93 | Pro GT by Alméras          | Franck Perera Lucas Lasserre Eric Dermont               | Porsche 911 GT3 R             | M     | 116   | + 9 tours           |
| 23   | GTC    | 93 | Pro GT by Alméras          | Franck Perera Lucas Lasserre Eric Dermont               | Porsche 4.0 L Flat-6 Atmo     | M     | 116   | + 9 tours           |
| 24   | GTC    | 99 | ART Grand Prix             | Ricardo González Karim Ajlani Alex Brundle              | McLaren MP4-12C GT3           | M     | 115   | + 10 tours          |
| 24   | GTC    | 99 | ART Grand Prix             | Ricardo González Karim Ajlani Alex Brundle              | McLaren 3.8 L V8 Turbo        | M     | 115   | + 10 tours          |
| 25   | GTC    | 75 | Prospeed Competition       | Paul Van Splunteren Gilles Vannelet Mike Parisy         | Porsche 911 GT3 R             | M     | 115   | + 10 tours          |
| 25   | GTC    | 75 | Prospeed Competition       | Paul Van Splunteren Gilles Vannelet Mike Parisy         | Porsche 4.0 L Flat-6 Atmo     | M     | 115   | + 10 tours          |
| 26   | GTC    | 78 | Team Russia by Barwell     | Leo Machitski Timur Sardarov Jonny Cocker               | BMW Z4 GT3                    | M     | 114   | + 11 tours          |
| 26   | GTC    | 78 | Team Russia by Barwell     | Leo Machitski Timur Sardarov Jonny Cocker               | BMW 4.4 L V8                  | M     | 114   | + 11 tours          |
| 27   | LMGTE  | 85 | Gulf Racing UK             | Roald Goethe Stuart Hall Dan Brown                      | Aston Martin V8 Vantage GTE   | M     | 114   | + 11 tours          |
| 27   | LMGTE  | 85 | Gulf Racing UK             | Roald Goethe Stuart Hall Dan Brown                      | Aston Martin 4.5 L V8 Atmo    | M     | 114   | + 11 tours          |
| 28   | GTC    | 57 | SMP Racing                 | Boris Rotenberg Mika Salo Maurizio Mediani              | Ferrari 458 Italia GT3        | M     | 114   | + 11 tours          |
| 28   | GTC    | 57 | SMP Racing                 | Boris Rotenberg Mika Salo Maurizio Mediani              | Ferrari F136 4.5 L V8 Atmo    | M     | 114   | + 11 tours          |
| 29   | GTC    | 63 | AF Corse                   | Mads Rasmussen Filipe Barreiros                         | Ferrari 458 Italia GT3        | M     | 114   | + 11 tours          |
| 29   | GTC    | 63 | AF Corse                   | Mads Rasmussen Filipe Barreiros                         | Ferrari F136 4.5 L V8 Atmo    | M     | 114   | + 11 tours          |
| 30   | GTC    | 59 | Team SOFREV-ASP            | Christophe Bourret Pascal Gibon Jean-Philippe Belloc    | Ferrari 458 Italia GT3        | M     | 114   | + 11 tours          |
| 30   | GTC    | 59 | Team SOFREV-ASP            | Christophe Bourret Pascal Gibon Jean-Philippe Belloc    | Ferrari F136 4.5 L V8 Atmo    | M     | 114   | + 11 tours          |
| 31   | LMGTE  | 67 | IMSA Performance Matmut    | Erik Maris Jean-Marc Merlin Éric Hélary                 | Porsche 911 GT3 RSR           | M     | 112   | + 13 tours          |
| 31   | LMGTE  | 67 | IMSA Performance Matmut    | Erik Maris Jean-Marc Merlin Éric Hélary                 | Porsche 4.0 L Flat-6 Atmo     | M     | 112   | + 13 tours          |
| 32   | GTC    | 92 | Ombra Racing (en)          | Mario Cordoni Marco Zanuttini                           | Ferrari 458 Italia GT3        | M     | 112   | + 13 tours          |
| 32   | GTC    | 92 | Ombra Racing (en)          | Mario Cordoni Marco Zanuttini                           | Ferrari F136 4.5 L V8 Atmo    | M     | 112   | + 13 tours          |
| Abd. | LMP2   | 46 | Thiriet par TDS Racing     | Pierre Thiriet Ludovic Badey Tristan Gommendy           | Ligier JS P2                  | D     | 89    |                     |
| Abd. | LMP2   | 46 | Thiriet par TDS Racing     | Pierre Thiriet Ludovic Badey Tristan Gommendy           | Nissan VK45DE 4.5 L V8 Atmo   | D     | 89    |                     |
| Abd. | LMGTE  | 70 | AF Corse                   | Yannick Mallégol (pl) François Perrodo Emmanuel Collard | Ferrari 458 Italia GT2        | M     | 68    |                     |
| Abd. | LMGTE  | 70 | AF Corse                   | Yannick Mallégol (pl) François Perrodo Emmanuel Collard | Ferrari F142 GT 4.5 L V8 Atmo | M     | 68    |                     |
| Abd. | LMP2   | 29 | Pegasus Racing             | Julien Schell Niki Leutwiler Jonathan Coleman           | Morgan LMP2                   | D     | 50    |                     |
| Abd. | LMP2   | 29 | Pegasus Racing             | Julien Schell Niki Leutwiler Jonathan Coleman           | Nissan VK45DE 4.5 L V8 Atmo   | D     | 50    |                     |
| Abd. | LMGTE  | 58 | Team SOFREV-ASP            | Anthony Pons Soheil Ayari Fabien Barthez                | Ferrari 458 Italia GT2        | M     | 11    |                     |
| Abd. | LMGTE  | 58 | Team SOFREV-ASP            | Anthony Pons Soheil Ayari Fabien Barthez                | Ferrari F142 GT 4.5 L V8 Atmo | M     | 11    |                     |
| Np.  | LMP2   | 41 | Greaves Motorsport         | Matt McMurry Johnny Mowlem                              | Zytek Z11SN                   | D     |       |                     |
| Np.  | LMP2   | 41 | Greaves Motorsport         | Matt McMurry Johnny Mowlem                              | Nissan VK45DE 4.5 L V8 Atmo   | D     |       |                     |

## Pole position et record du tour
- Pole position : Nathanaël Berthon sur n°48 Murphy Prototypes en 1 min 47 s 837
- Meilleur tour en course : Paul-Loup Chatin sur n°21 Signatech Alpine en 1 min 49 s 887 au 54e tour.

## Tours en tête
Tours en tête
- no 48 Oreca 03R - Murphy Prototypes : 21 tours (1-9 / 53-77)
- no 38 Zytek Z11SN - Jota Sport : 15 tours (10-23 / 52)
- no 43 Morgan LMP2 - Newblood par Morand Racing : 89 tours (24-51 / 53-77 / 90-125)

## À noter
- Longueur du circuit : 5,791 km
- Distance parcourue par les vainqueurs : 723,870 km